# Peter Pekarík
Peter Pekarík, född 30 oktober 1986 i Žilina, Tjeckoslovakien (nuvarande Slovakien), är en slovakisk fotbollsspelare som sedan 2012 spelar för den tyska klubben Hertha Berlin och Slovakiens landslag.